# 오조룡왕비보
오조룡왕비보는 녹색바탕에 다섯 발톱을 가진 금색 용을 수놓은 왕비의 보이다. 보는 왕ㆍ왕세자ㆍ왕세손의 상복(常服)인 곤룡포의 가슴과 등 양어깨에 붙이며, 왕비ㆍ왕세자비ㆍ왕세손비의 적의(翟衣)ㆍ노의(露衣)ㆍ장삼(長衫)의 가슴과 등에 붙이는 것이다. 1979년 1월 23일에 대한민국의 국가민속문화재 제43호로 지정되었다.
≪국조오례의≫에 따르면 왕과 왕비는 5조용 원보(圓補), 왕세자와 왕세자비는 4조용 원보, 왕세손과 왕세손비는 3조용 방보(方補, 4각형보)를 달게 되어있다. 1897년 고종이 황제 위에 오른 후 예복이 간소화되어 왕비의 대례복인 적의와 소례복인 원삼에 달게 되었는데, 5조용보는 그대로였다. 원래 중국 황제용인 5조용을 조선 초기부터 왕과 왕비가 채용했었다. 오조용은 정면을 향한 금사를 사용하였고 홑수ㆍ겹수로 징금수법을 사용하였고 주위의 구름문과 하단의 물결ㆍ산ㆍ바위ㆍ불로초무늬는 오색사로 메우고 금사ㆍ징금수로 마무리 하였다. 원형보 가장자리 선은 굵은 금사로 둘러 징겄다.
오조룡왕비보의 바탕색은 옷과 같은 색, 같은 옷감을 사용했다. ≪국조오례의보서례≫에 보면 왕비의 대홍적의(大紅翟衣)의 앞과 뒤에 금수(金繡) 오조용보를 붙인다고 하였다. 1897년 대한제국이 된 후에는 심청 적의에 오조용보를 붙였다. 그런데 이 보는 바탕색이 녹색이므로 녹색 원삼에 붙인 보라고 생각되며 크기가 19.5cm로 작은 것은 말기 유물인데 1897년 이왕직의≪예복≫에 대례복은 심청색 적의이고, 소례복은 대홍 원삼이다. 그러나 왕비는 색에 제한없이 착용할 수 있었으므로 녹색 원삼에 붙였던 왕비 원삼으로 생각된다. 영왕비의 초록 당의가 3점이나 있는 것으로도 증명된다.